# Bundesstraße 423
Pour les articles homonymes, voir Route 423.
La Bundesstraße 423 est une Bundesstraße des Länder de Rhénanie-Palatinat et de Sarre.

## Géographie
La B 423  mène de la frontière entre l'Allemagne et la France à Mandelbachtal-Habkirchen à Altenglan. Côté français, la route continue avec la D 974 (jusqu'au début des années 1990 RN 74) jusqu'à Sarreguemines. À Altenglan, elle rencontre la Bundesstraße 420.
Elle traverse la commune de Mandelbachtal, traverse les agglomérations de Blieskastel, Homburg et Bexbach, toutes situées dans la Sarre, puis continue dans la Rhénanie-Palatinat par Waldmohr, Schönenberg-Kübelberg, Brücken (Pfalz) und Glan-Münchweiler jusqu'à Altenglan.
À Homburg, la B 423 est étendue à quatre voies de la jonction à l'A 6 à Homburg à la Ringstrasse. Il a une médiane entre la jonction A 6 Homburg et Am Forum.
À Blieskastel entre la sortie du centre-ville et Pappelhof, la B 423 est à 3 voies.

## Histoire
Le B 423 à Homburg entre les Saarbrücker Straße et Richard-Wagner-Straße faisait partie de la Kaiserstraße de Metz par Sarrebruck à Mayence. La Nancy-Bingener Straße est déclarée route impériale 92 le 16 décembre 1811.
En août 1983, la B 423 est ouverte à 4 voies à Homburg à la circulation de la jonction à l'A 6 à la Ringstrasse.

## Bundesstraße 423n
Une route de contournement de la B 423 est prévue à Homburg depuis le site en friche de DSD à Mastau jusqu'à la jonction à l'A 8 prévue à Homburg/Schwarzenbach.

## Source
- (de) Cet article est partiellement ou en totalité issu de l’article de Wikipédia en allemand intitulé « Bundesstraße 423 » (voir la liste des auteurs).